# 서창초등학교 (전남)
서창초등학교는 대한민국 전라남도 영암군에 있는 공립 초등학교이다.

## 학교 연혁
- 1920년 8월 21일 설립인가
- 1921년 11월 11일 서창공립보통학교(4년제) 개교
- 1927년 4월 1일 6년제 개편
- 1938년 4월 1일 교명 변경[1]  (서창공립심상소학교)
- 1941년 4월 1일 교명 변경[2]  (서창공립국민학교)
- 1949년 3월 1일 서창국민학교로 개칭
- 1982년 3월 1일 병설유치원 개원
- 1996년 3월 1일 서창초등학교로 개칭[3]
- 2020년 9월 1일 제31대 황인호 교장 부임
- 2021년 2월 5일 제100회 졸업(총 5,568명)

## 참고 자료
- 서창초등학교 - 한국교육학술정보원 학교알리미